# Micropterix huemeri
Micropterix huemeri és una espècie d'arna de la família Micropterigidae. Va ser descrita per Kurz, Kurz & Zeller, l'any 2004.
És una espècie endèmica de França.